# Lucien Storme
Lucien Storme (Poperinge, 18 luglio 1916 – Siegburg, 10 aprile 1945) è stato un ciclista su strada belga.
Professionista dal 1938 al 1940, conta la vittoria di una Parigi-Roubaix e di una tappa al Tour de France.

## Carriera
Ottenne quattro vittorie da professionista, tra cui la Parigi-Roubaix nel 1938 ed una tappa al Tour de France 1939. Nel 1939 fu anche secondo alla Parigi-Tours e terzo alla Parigi-Bruxelles. Interruppe l'attività a causa della seconda guerra mondiale. Nel 1942 fu fatto prigioniero dall'esercito tedesco. Morì fucilato per errore da parte delle truppe statunitensi durante la liberazione del campo di Siegburg.

## Palmarès
- 1935 (dilettanti)

2ª tappa Paris-Saint-Etienne (Nevers > Saint-Étienne)
- 1936 (dilettanti)

4ª tappa Giro del Belgio indipendenti (Anversa > Liegi)
- 1938 (A. Leducq, due vittorie)

Parigi-Roubaix
Circuit de la Vallée de l'Aa
- 1939 (A. Leducq, due vittorie)

2ª tappa Paris-Saint-Etienne (Nevers > Saint-Étienne)
6ª tappa, 1ª semitappa Tour de France (Nantes > La Rochelle)

### Altri successi
- 1940 (individuale)

Criterium di Courtrai

## Piazzamenti

### Grandi Giri
- Tour de France

1939: ritirato (9ª tappa)

### Classiche monumento
- Parigi-Roubaix

1938: vincitore